# Ликуд — Наш дом Израиль
Лику́д Исраэ́ль Бейте́йну (ивр. הליכוד ישראל ביתנו‎), иногда для краткости называется Ликуд Бейтейну — политическое предвыборное объединение двух ведущих израильских партий правого направления. Таким образом, на выборах в израильский кнессет 19-го созыва 2013 года партийные списки «Ликуд» и «Наш дом Израиль» шли совместным списком.
Сообщение об объединении было сделано на пресс-конференции 25-го октября 2012 года. Было заявлено, что обе партии будут баллотироваться единым списком «Ликуд Исраэль Бейтейну».
Задолго до проведения предвыборной кампании к выборам в кнессет 20-го созыва 2015 года объединение прекратило своё существование.